# Arsen Ruslanowitsch Adamow
Arsen Ruslanowitsch Adamow (russisch Арсен Русланович Адамов; * 20. Oktober 1999 in Nischni Tagil) ist ein russischer Fußballspieler.

## Karriere

### Verein
Adamow begann seine Karriere bei Terek Grosny, das zur Saison 2017/18 in Achmat Grosny umbenannt wurde. Im Juli 2017 stand er gegen den FK Dynamo Moskau erstmals im Profikader Achmats. Sein Debüt für die Profis in der Premjer-Liga gab er allerdings erst im Juni 2020, als er am 30. Spieltag der Saison 2019/20 gegen den FK Krasnodar in der Startelf stand. Dies war sein einziger Saisoneinsatz.
Nach weiteren drei Einsätzen für Grosny wechselte er im Januar 2021 zum Ligakonkurrenten Ural Jekaterinburg. In Jekaterinburg gelang ihm schließlich der Durchbruch in der Premjer-Liga, auf allen drei Abwehrpositionen universell eingesetzt kam er insgesamt zu 25 Einsätzen für Ural und wurde zum Nationalspieler. Im Januar 2022 wechselte er zum amtierenden Meister Zenit St. Petersburg. Bis Saisonende kam er für Zenit zu vier Einsätzen, mit dem Klub wurde er Meister.
Auch in der Saison 2022/23 holte Adamow mit Petersburg den Titel, diesmal absolvierte er neun Partien. Nach einem weiteren Einsatz zu Beginn der Saison 2023/24 wurde er im August 2023 an den Ligakonkurrenten FK Orenburg verliehen. Für Orenburg kam er zu 24 Einsätzen. Zur Saison 2024/25 kehrte er leihweise nach Grosny zurück.

### Nationalmannschaft
Im Oktober 2021 wurde Adamow erstmals in den Kader der russischen Nationalmannschaft berufen. Im Oktober 2023 debütierte er in einem Testspiel gegen Kenia für die A-Nationalmannschaft.